# 50 (tal)
50 er et lige heltal og det naturlige tal, som kommer efter 49 og efterfølges af 51.
Halvtreds kommer af halvtredsindstyve, en sammensætning af halvtredje (der betyder 2½, ligesom halvanden betyder 1½), sinde (gange) og tyve, altså egentlig '2½ gange tyve'.

## I matematik
50 er
- det mindste tal der kan skrives som summen af to kvadrattal på to måder: 50 = 1² + 7² = 5² + 5².
- summen af tre kvadrattal, 50 = 3² + 4² + 5².
- et harshad-tal

## Andet
- 50 er atomnummeret på grundstoffet tin (Sn)
- 50 er antallet af år mellem to jubelår
- 50 er antallet af stater i USA (siden 1959 og stadig gældende); Stars and Stripes fik sin 50. stjerne den 4. juli 1960.
- 50 er værdien af den mindste danske pengeseddel (siden 1990 hvor 20-kronesedlen blev afskaffet)
- 50 er i procent netop halvdelen
- 50 års bryllup kaldes guldbryllup
- 50 er antallet af dage mellem påske og pinse
- 50 øre som er den mindste værd mønt i Danmark

- Wikimedia Commons har flere filer relateret til 50 (tal)

| Matematik | Spire Denne artikel om matematik er en spire som bør udbygges. Du er velkommen til at hjælpe Wikipedia ved at udvide den. |